# Dysgonia torrida
Dysgonia torrida là một loài bướm đêm thuộc họ Erebidae. Nó được tìm thấy ở the tropical và subtropical areas của Châu Phi tới Tây Ban Nha, miền nam Ý, Hy Lạp, Syria, Israel, Iran và Uzbekistan.
Có nhiều lứa trong năm. Con trưởng thành bay từ tháng 5 đến tháng 6 và tháng 9.
Ấu trùng ăn Zea mays và Ricinus communis.

## Hình ảnh

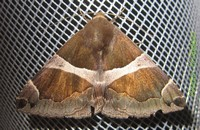